# ボルドール24時間耐久ロードレース

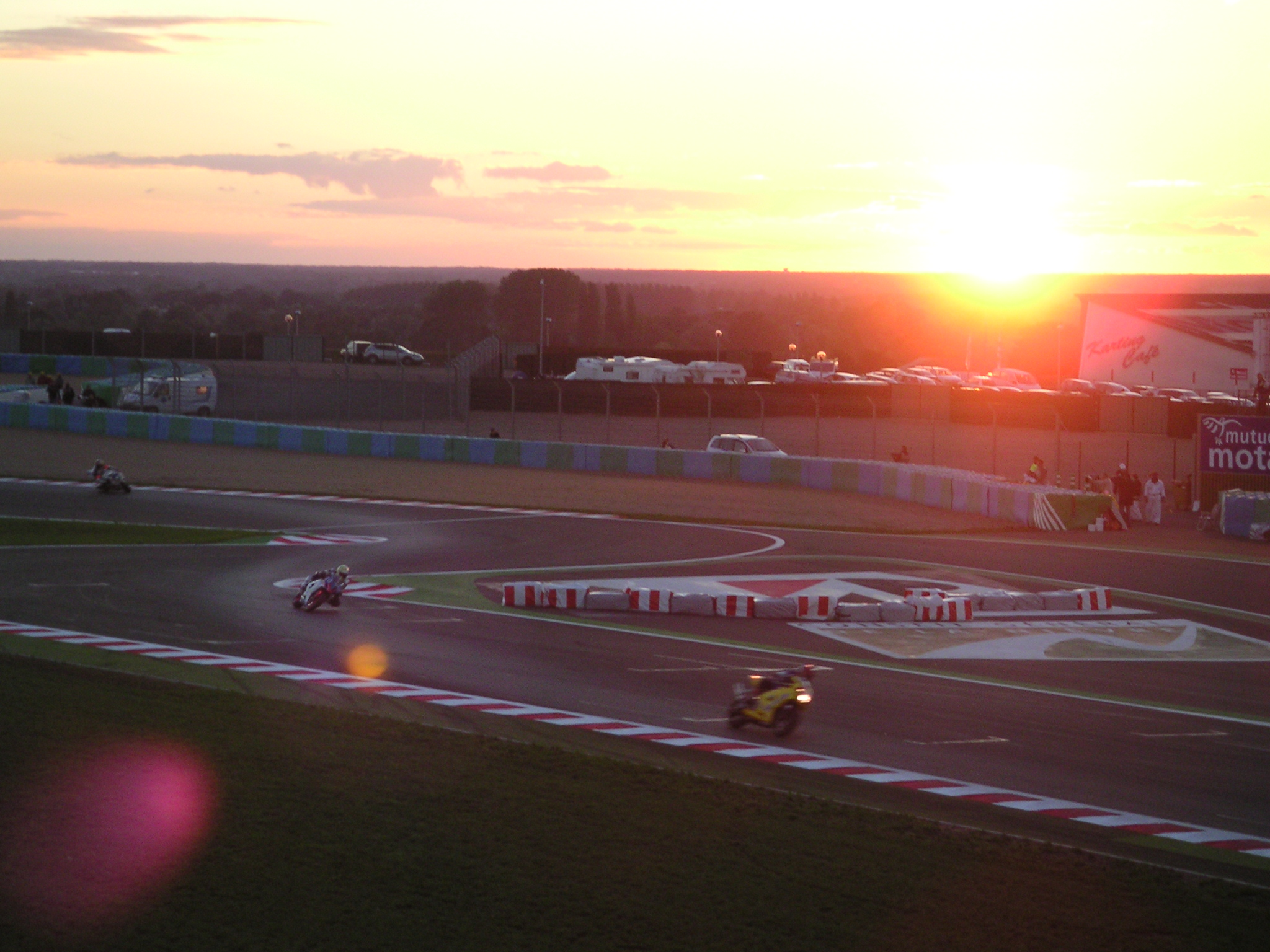
2005年のボルドール24時間

ボルドール24時間耐久ロードレースは毎年秋ごろにフランスのポール・リカール・サーキットで開催されるFIM世界耐久選手権シリーズの一戦。
正式名称はボルドール（Bol d'or）のみであるが、日本では"24時間"などをつけるのが一般的である。

## 歴史
第1回は1922年に開催、当時はダートトラックを5100kmを走破するレースであった。その数年おきに開催地を変えて行われ、1971～1977年にはル・マンのサルテサーキットを使用していた。1978年にはル・マン24時間が別個に発足したため、それから1999年までポール・リカールに移った。2000年からマニクール・サーキットで開催されるようになり、2015年からは再びポールリカールに戻っている。
現在では世界耐久選手権シリーズの終盤戦として設定されル・マン24時間と並ぶビッグイベントになっている。
1953年以前はマシンごと一人のエントリーしか許されていないという過酷なものであった。
1938～1946年と1961～1968年の間は開催されなかった。
ボルドール（Bol d'or）はフランス語で「金杯」の意味で、二輪耐久レースの世界では単に「優勝」という意味でも用いられることがある（例えば「The Bol d’or in Le Mans」は「ル・マンでの優勝」という意味）。
ホンダはこのレースの名をつけた「CB400スーパーボルドール」「CB1300スーパーボルドール」を発売している。